# Academimusiccorpset Bleckhornen
AcademiMusicCorpset Bleckhornen (äv. Corpset) är Lunds äldsta studentorkester grundad 1956. Orkestern inriktar sig på att spela främst marscher, pop, schlager och disco men även klassisk musik finns på repertoaren. Ett av Bleckhornens kännetecken är musikaliska lekar såsom att blanda genrer och lägga in avsiktligt aparta toner och extra slag i stycken.
Bleckhornen har även baletten Baletten som uppträder i samband med spelningar. Baletten dansar, bygger pyramider och drillar med drillstav.
Sättningen är en typisk studentorkestersättning fast med dubbelrörblad och utan banjo.  
Bleckhornen är en av Akademiska Föreningen erkänd studentförening och är ej fakultetsbunden.